# Dębniak (góra)
Dębniak (ok. 400 m n.p.m.) – zalesiony szczyt na północno-zachodnim ramieniu Kamieńca na Pogórzu Strzyżowskim. Na leżącej poniżej szczytu polanie Kałużówka w dniach od 23 do 24 sierpnia 1944 roku oddziały II Zgrupowania AK Obwodu Dębica stoczyły największą bitwę partyzancką w Polsce południowo-wschodniej.

## Szlaki znakowane
- Szlak turystyczny: Dębica – Łysa Góra (376 m) – Gumniska – Polana Kałużówka - Dębniak - Połomia – Jaworze Dolne
- Droga św. Jakuba Via Regia
- Szlak Partyzancki II Zgrupowania Armii Krajowej Obwodu Dębica (pieszy): Gumniska – Dębniak – Polana Kałużówka – Braciejowa – Okop (388 m) – Gumniska[2]
- Szlak Partyzancki II Zgrupowania Armii Krajowej Obwodu Dębica (rowerowy): Gumniska – Dębniak – Polana Kałużówka – Stasiówka – Góra Bratnia (408 m) – Gumniska[2]